# الکساندرینه
الکساندرینه  (انگلیسی: Alexandrine of Mecklenburg-Schwerin؛ زاده ۲۴ دسامبر ۱۸۷۹ درگذشته ۲۸ دسامبر ۱۹۵۲) یک Queen consort of Iceland اهل آلمان بود.